# مسكين الدارمي
ربيعة بن عامر بن أنيف الدارمي التميمي وفاته ( 89 هـ - 708 م) ويُعَرف بمسكين الدارمي شاعر من شعراء العرب وخطبائهم في العصر الأموي. ولقب بمسكين لقوله:

## نسبه
ربيعة بن عامر بن أنيف بن شريح بن عمرو بن عمرو بن عُدُس بن زيد بن عبدالله بن دارم بن مالك بن حنظلة بن مالك بن زيدمناة بن تميم

## تأييده لبني أمية
كان من المؤيدين لتوليه يزيد العهد بالخلافة من قبل أبيه الخليفة معاوية بن أبي سفيان، وقد أنشد في ذلك قصيدة في حضور أشراف بني أمية، منها:
وافق ما قاله هوى بني أمية، ووصله معاوية وومن بعده يزيد على ذلك، وأجزلا صلته، وكذلك فعل زياد بن أبيه والي العراق، ومنحه مالًا وأرضًا حين ضرب القحط العراق، ولما مات زياد سنة 53 هـ (حوالي 673م) رثاه مسكين بقوله:
وسبب ذلك تبادل للهجاء مع الفرزدق.

## قصة الخمار الأسود
للدارمي أبيات مشهورة حول امرأة جميلة ترتدي خمارًا أسودًا، وقصتها أن تاجرًا يبيع خُمُرًا من العراق قد باع جميع خُمُره إلاّ السوداء منها، فلجأ إلى الدارمي المشهور بالعبادة، والتنسّك، فأمره أن يذيع في الناس هذه الأبيات:
فشاع بين الناس أن الدارمي قد ترك الزهد، وعشق صاحبة الخمار الأسود، لذلك تنافست النساء لشراء الخُمُر السود حتى نفدت من البائع.